# Кыджимит (река)
Кыджимит — река в Бурятии (Россия), правый приток Витима, принадлежит к бассейну реки Лены. Протекает по территории Баунтовского района Бурятии. Длина — 134 км, площадь водосборного бассейна составляет 4220 км².
Берёт начало на склонах хребта Нохони, входящего в систему хребта Улан-Бургасы, на высоте более 1313 метров над уровнем моря. От истока до впадения реки Муясын течёт преимущественно в северо-восточном направлении. Огибает с юга Икатский хребет. Затем поворачивает на юго-восток. Впадает в Витим справа в 1669 км от его впадения в Лену, на высоте 1035 м над уровнем моря. Ширина в нижнем течении — до 107 м при глубине 0,5-1,1 м. В верховьях расположен посёлок Кыджимит. Для реки характерны шиверы. Обитает ленок.

## Основные притоки
Указаны поименованные притоки длиной 30 км и более.
| Название  | Расстояние от устья | Длина | Положение |
| --------- | ------------------- | ----- | --------- |
| Аланджак  | 20                  | 33    | правый    |
| Муясын    | 22                  | 77    | левый     |
| Шивокикан | 73                  | 40    | левый     |

## Данные водного реестра
По данным государственного водного реестра России относится к Ленскому бассейновому округу, речной бассейн реки — Лена, речной подбассейн — Витим, водохозяйственный участок — Витим от истока до водомерного поста села Калакан.
Код объекта в государственном водном реестре — 18030200112117100016252.